# Anna Thynne
Anna Thynne, Lady John Thynne, (Waterford, Irlanda, 1806 - 22 de abril de 1866), nacida como Anna Constantia Beresford, fue una zoóloga marina británica que destacó en el estudio de los corales y las esponjas. Construyó el primer acuario de agua salada estable en 1846 y mantuvo corales y esponjas durante más de tres años.

## Trayectoria
Thynne amaba la geología, pero en 1846 se encontró con su primera Madrepora y quedó embelesada con algo que parecía una roca, pero que era un ser vivo. Deseosa de llevarse especímenes a Londres desde Torquay, fijó las madreporas a una esponja con aguja e hilo, dentro de un tarro de piedra. Luego las transfirió a un cuenco de cristal, cambiando el agua cada dos días. Al no disponer de suministros suficientes para seguir sustituyendo el agua de mar, pasó a airearla trasvasando el agua entre recipientes frente a una ventana abierta, tarea que solía realizar su criado.
En 1847 añadió plantas marinas a los cuencos, y en dos años había creado el primer acuario marino equilibrado. En 1859, publicó su primer artículo "Increase of the Madrepores" en el libro "The Annals and Magazine of Natural History" sobre las Madreporas. En él detalla su trabajo con las madreporas y cómo surgió el primer acuario marino.
El trabajo de Thynne inspiró a Philip Henry Gosse para crear la Fish House del zoológico de Londres en 1853.
Estaba casada con lord John Thynne (1798-1881), canónigo y subdecano de la abadía de Westminster, y tercer hijo de Thomas Thynne, segundo marqués de Bath. Su tratamiento correcto era, por tanto, "Lady John Thynne". 

## Publicaciones
- «On the increase of Madrepores». Annals and Magazine of Natural History (London: Taylor and Francis) 3 (29): 449-461. 1859.